# Язвино (Шумилинский район)
Язвино (бел. Я́звіна) — деревня в Шумилинском районе Витебской области Белоруссии. В составе Светлосельского сельсовета. Железнодорожная станция Язвино на линии Витебск—Полоцк.

## География
В 10 км на восток от Шумилино, 30 км от Витебска, на автодороге Витебск-Полоцк.
Рядом трасса Р-20, проходит автомобильная дорога Н-3972.
Ближайшие населённые пункты Ужлятино (Шумилинский район), Старое Село (Витебский район) и др.

### Гидрография
Около озера Мурожницкое, река Мурожница.

## История
В 1906 году в Витебском уезде Жеребычской волости Витебской губернии.
До 2004 года деревня являлась центром Язвинского сельсовета.

## Население

### Численность
- 2009 год — 354 жителей

### Динамика
- 1906 год — 1 двор (имение)[2]
- 2003 год — 489 жителей, 191 двор
- 2009 год — 354 жителей (перепись населения)[2]

## Инфраструктура
- Базовая школа
- Дом культуры
- Библиотека
- Отделение связи

## Культура
- Дом культуры
- Библиотека

## Достопримечательность
- Памятник землякам, погибшим в Великой Отечественной войне.
- Памятник морскому офицеру, капитану 3-го ранга, А. М. Испенкову. Рядом с трассой Полоцк—Витебск.
- Морозовский валун — геологический памятник республиканского значения. В 1 км от деревни на юго-восток., в 0,6 км на восток от реки Мурожница и в 0,65 км на юг от озера Мурожницкое, в 1 км от деревни Ужлятино и 20 км на север от леса.

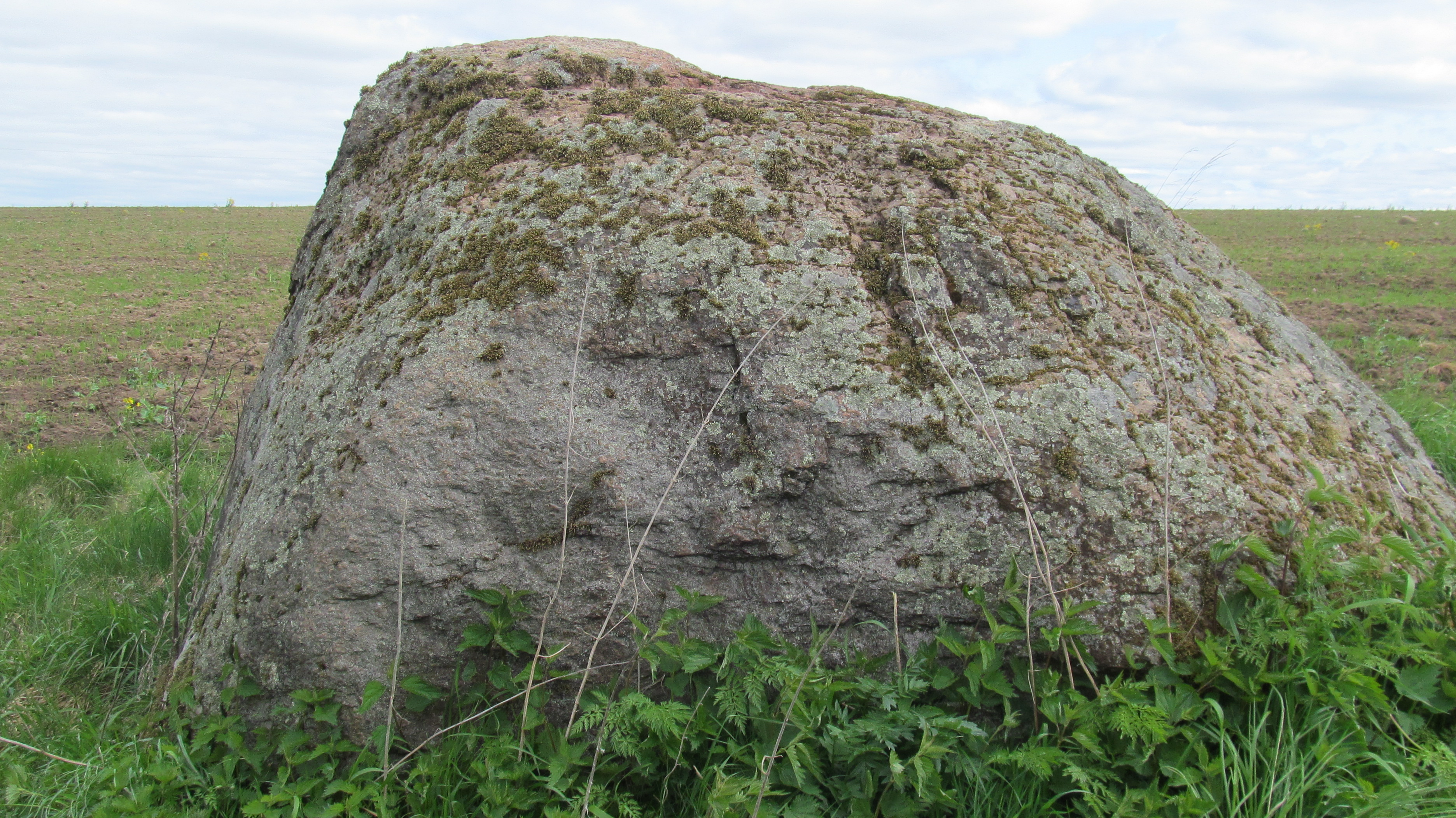
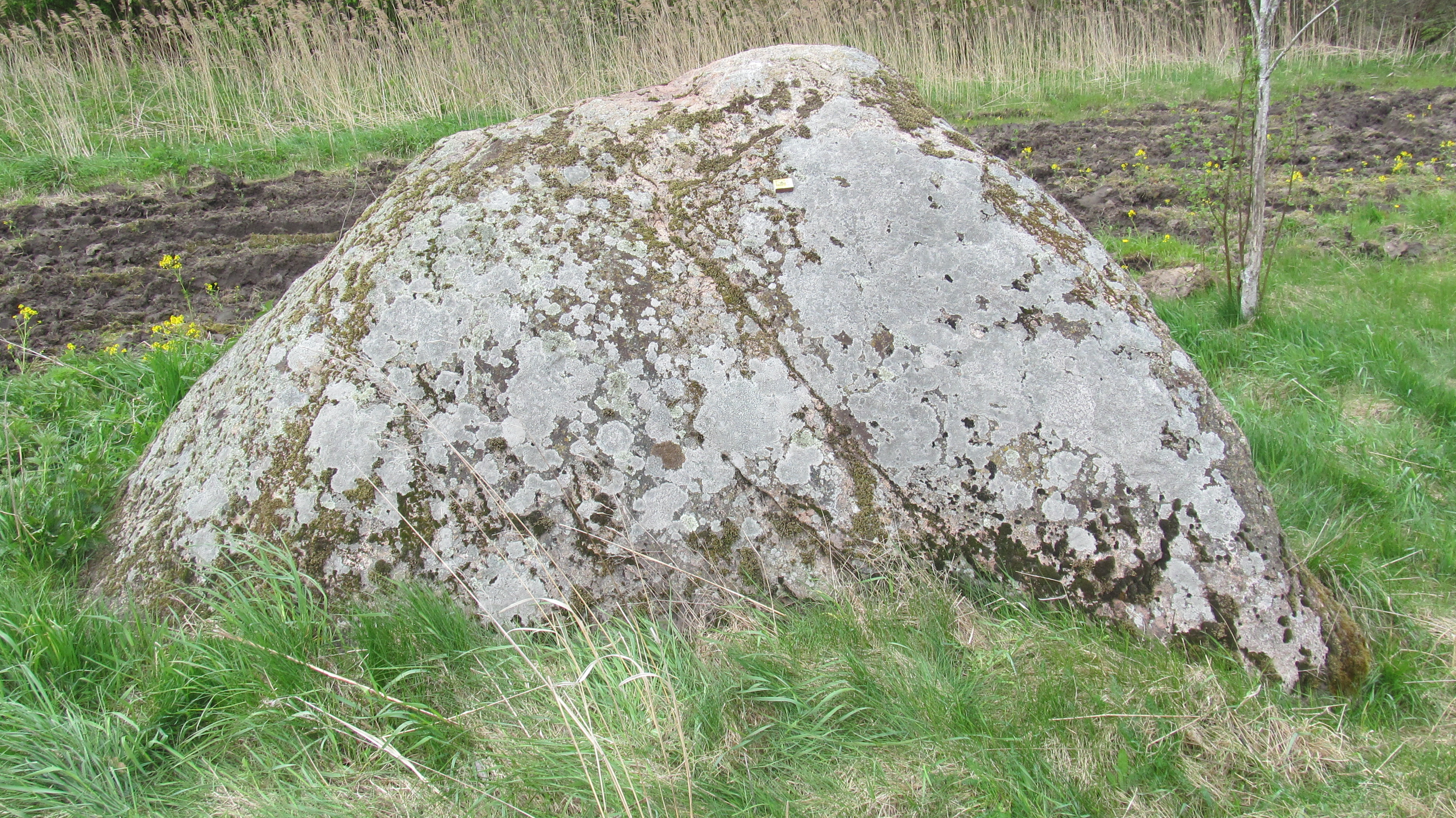
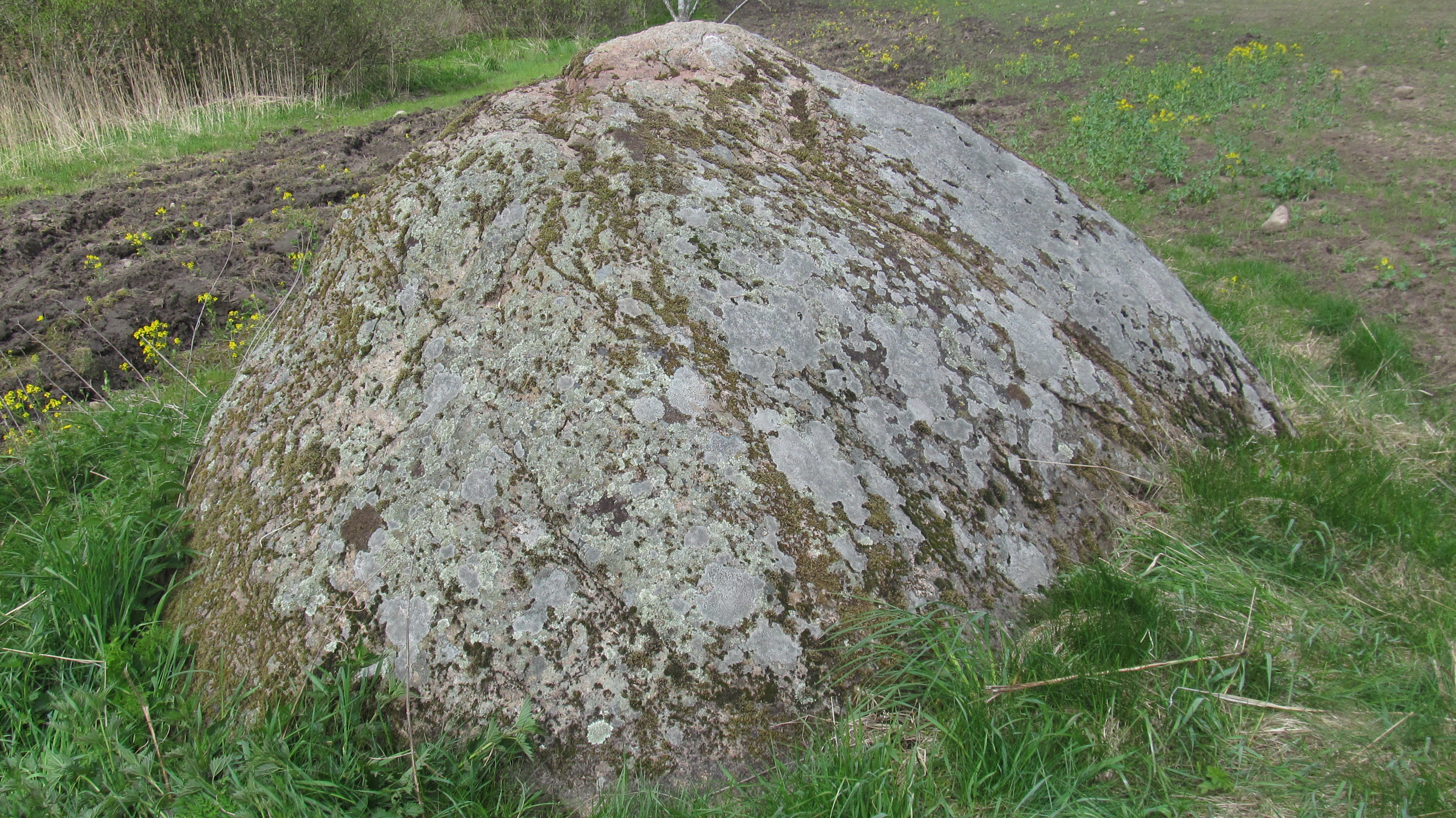